# Török Péter (labdarúgó)
Török Péter (Anarcs, 1951. április 18. – Budapest, 1987. szeptember 20.) válogatott magyar labdarúgó, jobbhátvéd.
Rendkívül sokat dolgozó, kitartó, küzdőképes labdarúgó volt. Határozottan és magabiztosan látta el védelmi feladatait. Gyakori felfutásaival kiválóan segítette a támadásokat és sokszor maga is eredményes volt. 36 évesen súlyos betegségben hunyt el.

## Pályafutása

### Klubcsapatokban
Török Péter 1969-ig a Csepeli Papírgyár csapatában szerepelt és innen került az első osztályba. A pályafutása jelentős részét – tizenhárom idényt – a Vasasban töltötte. Angyalföldön egy bajnoki címet, két kupagyőzelmet és egy KK győzelmet szerzett. 1982–83-ban a spanyol Recreativo de Huelva játékosa volt. 1983–84-ben a Volán csapatában fejezte az aktív labdarúgást. Összesen 353 magyar bajnoki mérkőzésen szerepelt.

### A válogatottban
A magyar válogatottban 35 alkalommal szerepelt 1973 és 1980 között. Az 1978-as argentínai világbajnokságon szereplő csapat tagja volt.

## Sikerei, díjai
- Magyar bajnokság
  - bajnok: 1976-1977
- Magyar Kupa (MNK)
  - győztes: 1973, 1982
- Közép-európai kupa
  - győztes: 1970

## Statisztika

### Mérkőzései a válogatottban
| Magyarország | Magyarország         | Magyarország                            | Magyarország  | Magyarország | Magyarország  | Magyarország       | Magyarország | Magyarország |
| #            | Dátum                | Helyszín                                | Hazai         | Eredmény     | Vendég        | Kiírás             | Gólok        | Esemény      |
| ------------ | -------------------- | --------------------------------------- | ------------- | ------------ | ------------- | ------------------ | ------------ | ------------ |
| 1.           | 1973. május 16.      | Karl-Marx-Stadt, Ernst Thälmann Stadion | NDK           | 2 – 1        | Magyarország  | barátságos         | -            | 65'          |
| 2.           | 1973. június 13.     | Budapest, Népstadion                    | Magyarország  | 3 – 3        | Svédország    | vb-selejtező       | -            |              |
| 3.           | 1973. október 13.    | Koppenhága                              | Dánia         | 2 – 2        | Magyarország  | barátságos         | -            |              |
| 4.           | 1974. szeptember 28. | Bécs, Práter stadion                    | Ausztria      | 1 – 0        | Magyarország  | barátságos         | -            | 46'          |
| 5.           | 1974. október 13.    | Luxembourg, Municipal Stadion           | Luxemburg     | 2 – 4        | Magyarország  | Eb-selejtező       | -            |              |
| 6.           | 1974. október 30.    | Cardiff, Ninian Park                    | Wales         | 2 – 0        | Magyarország  | Eb-selejtező       | -            |              |
| 7.           | 1974. november 10.   | Szófia, Jurij Gagarin-stadion           | Bulgária      | 0 – 0        | Magyarország  | barátságos         | -            |              |
| 8.           | 1974. december 4.    | Szolnok, Tiszaligeti stadion            | Magyarország  | 1 – 0        | Svájc         | barátságos         | -            |              |
| 9.           | 1975. április 2.     | Bécs, Práter stadion                    | Ausztria      | 0 – 0        | Magyarország  | Eb-selejtező       | -            |              |
| 10.          | 1975. április 16.    | Budapest, Népstadion                    | Magyarország  | 1 – 2        | Wales         | Eb-selejtező       | -            |              |
| 11.          | 1975. május 7.       | Budapest, Népstadion                    | Magyarország  | 2 – 0        | Bulgária      | olimpiai selejtező | -            |              |
| 12.          | 1975. június 7.      | Szófia, Levszki stadion                 | Bulgária      | 4 – 0        | Magyarország  | olimpiai selejtező | -            |              |
| 13.          | 1975. augusztus 10.  | Teherán                                 | Irán          | 1 – 2        | Magyarország  | barátságos         | -            |              |
| 14.          | 1976. április 30.    | Lausanne, Olimpiai Stadion              | Svájc         | 0 – 1        | Magyarország  | barátságos         | -            | 67'          |
| 15.          | 1976. május 22.      | Budapest, Népstadion                    | Magyarország  | 1 – 0        | Franciaország | barátságos         | -            | 46'          |
| 16.          | 1976. május 26.      | Budapest, Népstadion                    | Magyarország  | 1 – 1        | Szovjetunió   | barátságos         | -            |              |
| 17.          | 1976. június 12.     | Budapest, Népstadion                    | Magyarország  | 2 – 0        | Ausztria      | barátságos         | -            | 3'           |
| 18.          | 1976. szeptember 8.  | Stockholm, Råsunda Stadion              | Svédország    | 1 – 1        | Magyarország  | barátságos         | -            |              |
| 19.          | 1976. október 9.     | Athén                                   | Görögország   | 1 – 1        | Magyarország  | vb-selejtező       | -            | 15'          |
| 20.          | 1976. október 13.    | Bécs, Práter stadion                    | Ausztria      | 2 – 4        | Magyarország  | barátságos         | -            | 59'          |
| 21.          | 1977. február 9.     | Lima                                    | Peru          | 3 – 2        | Magyarország  | barátságos         | -            |              |
| 22.          | 1977. március 27.    | Alicante, Estadio José Rico Pérez       | Spanyolország | 1 – 1        | Magyarország  | barátságos         | -            | 2'           |
| 23.          | 1977. április 30.    | Budapest, Népstadion                    | Magyarország  | 2 – 1        | Szovjetunió   | vb-selejtező       | -            | 51'          |
| 24.          | 1977. május 18.      | Tbiliszi                                | Szovjetunió   | 2 – 0        | Magyarország  | vb-selejtező       | -            | 46'          |
| 25.          | 1977. május 28.      | Budapest, Népstadion                    | Magyarország  | 3 – 0        | Görögország   | vb-selejtező       | -            | 74'          |
| 26.          | 1977. október 5.     | Budapest, Népstadion                    | Magyarország  | 4 – 3        | Jugoszlávia   | barátságos         | -            |              |
| 27.          | 1977. október 29.    | Budapest, Népstadion                    | Magyarország  | 6 – 0        | Bolívia       | vb-selejtező       | -            |              |
| 28.          | 1978. április 15.    | Budapest, Népstadion                    | Magyarország  | 2 – 1        | Csehszlovákia | barátságos         | -            | 11'          |
| 29.          | 1978. május 24.      | London, Wembley Stadion                 | Anglia        | 4 – 1        | Magyarország  | barátságos         | -            |              |
| 30.          | 1978. június 2.      | Buenos Aires, Estadio Monumental        | Argentína     | 2 – 1        | Magyarország  | vb-csoportkör      | -            | 12'          |
| 31.          | 1979. március 28.    | Budapest, Népstadion                    | Magyarország  | 3 – 0        | NDK           | barátságos         | -            |              |
| 32.          | 1979. április 4.     | Chorzów, Slask-stadion                  | Lengyelország | 1 – 1        | Magyarország  | barátságos         | -            |              |
| 33.          | 1979. május 2.       | Budapest, Népstadion                    | Magyarország  | 0 – 0        | Görögország   | Eb-selejtező       | -            |              |
| 34.          | 1979. május 19.      | Tbiliszi                                | Szovjetunió   | 2 – 2        | Magyarország  | Eb-selejtező       | -            | 18'          |
| 35.          | 1980. március 26.    | Budapest, Népstadion                    | Magyarország  | 2 – 1        | Lengyelország | barátságos         | -            |              |
|              | Összesen             |                                         |               | 35           | mérkőzés      |                    | 0            | gól          |

## Külső hivatkozások
- Emlékük örök - www.vasassc.hu